# فهد المبارك
فهد سرور المبارك لاعب كرة قدم سعودي وهو يلعب في، التحق بالفريق الأول بنادي الهلال في عام 2003 وهو لاعب التحق بالمنتخب السعودي في تصفيات كاس العالم عام 2005 على يد المدرب غابرييل كالديرون ولكن كان في التشكيلة الاحتياطية ولم يلعب كأساسي.
```
لعب لأندية 
الهلالو
 الفيصلي والاتفاق والشعلة
```